# Беннетт, Пол
Пол Бе́ннетт (англ. Paul Bennett; 16 декабря 1988, Лидс) — британский гребец, выступает за национальную сборную Великобритании по академической гребле начиная с 2013 года. Чемпион летних Олимпийских игр в Рио-де-Жанейро, двукратный чемпион мира, серебряный и бронзовый призёр чемпионатов Европы, победитель этапов Кубка мира, победитель многих регат национального и международного значения.

## Биография
Пол Беннетт родился 16 декабря 1988 года в городе Лидс графства Йоркшир. После окончания школы поступил в Королевский колледж Лондона, где учился на математическом факультете, позже изучал информатику в Келлог-колледже в Оксфорде. Состоял в университетских командах по академической гребле, успешно выступал на различных студенческих соревнованиях.
Дебютировал на международной арене в сезоне 2013 года, когда вошёл в состав британской национальной сборной и выступил в безрульных распашных двойках на домашнем этапе Кубка мира в Итоне, где, тем не менее, был далёк от попадания в число призёров. Год спустя завоевал бронзовые медали на этапах Кубка мира в Эгбелете и Люцерне, тогда как на чемпионате мира в Амстердаме одержал победу в восьмёрках. В 2015 году был лучшим на этапах Кубка мира в Варесе и Люцерне, выиграл бронзовую медаль среди восьмёрок на европейском первенстве в польской Познани, а также защитил звание чемпиона мира на соревнованиях во французском городке Эглебетт-ле-Лак. Позже добавил в послужной список награду бронзового достоинства, полученную в восьмёрках на чемпионате Европы в немецком Бранденбурге.
Благодаря череде удачных выступлений Беннетт удостоился права защищать честь страны на летних Олимпийских играх 2016 года в Рио-де-Жанейро, где стартовал в составе экипажа, куда также вошли гребцы Скотт Дюрант, Эндрю Триггз-Ходж, Мэтт Готрел, Пит Рид, Уильям Сэтч, Мэтт Лэнгридж, Том Рэнсли и рулевой Филан Хилл. Они с первого места квалифицировались на предварительном этапе и тем самым сразу попали в финальную стадию соревнований. В финальном решающем заезде британцы так же финишировали первыми и завоевали, таким образом, золотые олимпийские медали.
За выдающиеся достижения в академической гребле по итогам сезона Пол Беннетт был награждён Орденом Британской империи.